# 鲁道夫·巴拉克
鲁道夫·巴拉克（捷克語：Rudolf Barák，1915年11月5日—1995年8月12日），捷克斯洛伐克共产党领导人，捷克斯洛伐克内政部部长、副总理，1962年被安东宁·诺沃提尼判处15年有期徒刑并开除出党，1968年获得平反释放出狱。。